# Knipowitschia goerneri
Knipowitschia goerneri је зракоперка из реда Perciformes и фамилије Gobiidae.

## Угроженост
Подаци о распрострањености ове врсте су недовољни.

## Распрострањење
Ареал врсте је ограничен на једну државу. 
Грчка је једино познато природно станиште врсте.

## Станиште
Станиште врсте су слатководна подручја.